# Disinfectant (ソフトウェア)
Disinfectant（ディスインフェクタント）は680x0時代のMacintoshでよく使われた、フリーのアンチウイルスソフトウェア。Classic Mac OSのアプリケーションおよび機能拡張として使用できた。

## 概要
1989年、ジョン・ノースタッド（英: John Norstad）がフリーウェアとして一般公開した。開発にはC言語が使用され、バージョン1.0で対応したウイルスは5種だった。その後もバージョンアップされ、新種のウイルスに対応していった。Disinfectantには隠し機能があり、メニューから「About Disinfectant」を選び、しばらく待っていると、自由の鐘の演奏と共に、Disinfectantが対応しているウイルスの一覧が表示され、それらが足で踏みつぶされるアニメーションが再生される。1992年、「ドクターマッキントッシュ」などの著作で知られるボブ・レヴィタスがDisinfectantを称賛する文を書いている。
1998年5月、ノースタッドは急増するマクロウイルスに一個人では対応できなくなったとして、バージョンアップの継続を断念した。